# Чемпионат мира по бобслею и скелетону 2004
55-й чемпионат мира по бобслею и скелетону прошёл с 20 по 29 февраля в 2004 году в городе Кёнигсзе. Это первый чемпионат, в котором были проведены совместно соревнования по бобслею и скелетону в одном городе.

## Бобслей

### Мужчины

#### Соревнование двоек
| Место | Спортсмены                       | Страна   | Итоговый результат |
| ----- | -------------------------------- | -------- | ------------------ |
|       | Пьер Людерс, Гиулио Зардо        | Канада   | 3:18.30            |
|       | Кристоф Ланген, Маркус Циммерман | Германия | 3:18.52            |
|       | Андре Ланге, Кевин Куске         | Германия | 3:18.88            |

#### Соревнование четвёрок
| Место | Спортсмены                                                | Страна   | Итоговый результат |
| ----- | --------------------------------------------------------- | -------- | ------------------ |
|       | Андре Ланге, Удо Лехманн, Кевин Куске, Рене Хоппе         | Германия | 3:15.08            |
|       | Кристоф Ланген, Кристоф Хейдер, Энрико Кюн, Йенс Нохка    | Германия | 3:15.43            |
|       | Тодд Хейз, Павле Йованович, Билл Шаффенхауэр, Стив Меслер | США      | 3:16.13            |

### Женщины

#### Соревнование двоек
| Место | Спортсмены                                 | Страна   | Итоговый результат |
| ----- | ------------------------------------------ | -------- | ------------------ |
|       | Зузи Эрдман, Кристина Бадер                | Германия | 3:24.81            |
|       | Сандра Кириасис, Аня Шнайдерхайнце-Штёкель | Германия | 3:24.82            |
|       | Джэйн Прэхм, Вонетта Флауэрс               | США      | 3:25.31            |

## Скелетон

### Соревнования у мужчин
| Место | Спортсмен      | Страна   | Итоговый результат |
| ----- | -------------- | -------- | ------------------ |
|       | Дафф Гибсон    | Канада   | 3:15.65            |
|       | Флориан Грасль | Германия | 3:15.77            |
|       | Франк Клебер   | Германия | 3:15.87            |

### Соревнования у женщин
| Место | Спортсмен        | Страна   | Итоговый результат |
| ----- | ---------------- | -------- | ------------------ |
|       | Диане Сартор     | Германия | 3:20.78            |
|       | Линдсей Элкок    | Канада   | 3:20.84            |
|       | Керстин Шимковяк | Германия | 3:20.92            |

## Медальный зачёт
| Место | Страна   | Золото | Серебро | Бронза | Всего |
| ----- | -------- | ------ | ------- | ------ | ----- |
| 1     | Германия | 3      | 4       | 3      | 10    |
| 2     | Канада   | 2      | 1       | 0      | 3     |
| 3     | США      | 0      | 0       | 2      | 2     |